# Pieter Hulst
Pieter Hulst (Amsterdam, 22 september 1989) is een Nederlands schrijver, regisseur, radio- en televisiepresentator.
Hulst doorliep de gymnasiumopleiding van het Amsterdams Lyceum (2001-2007). Het jaar daarop begon hij de werken bij de Amsterdamse omroep SALTO, onder andere Martin & Pietershow (met Martin Lambregts), een periode die afliep in 2011. Tijdens die periode deed Hulst een studie psychologie aan de Universiteit van Amsterdam (2009-2011), mede omdat hij werd afgewezen voor de Nederlandse Filmacademie. In 2012 kon hij aan de slag bij stadsomroep AT5, een periode die in 2015 afliep. Al voor het eind daarvan was hij zichtbaar bij de VPRO, een dienstverband dat in 2024 nog altijd doorloopt. Hij maakte er onder meer Pieter in de prehistorie, Nationale Wetenschapsquiz met Ionica Smeets (2016-2018) en De Proefkeuken. Vanaf 2022 maakt hij deel uit van het team dat de Keuringsdienst van waarde presenteert.
In december 2024 kwam zijn programma Over bevolking over overbevolking op de televisie, al moest hij vader worden om het te kunnen uitwerken. Hij kaartte daarin aan dat (wellicht) de beste oplossing tegen de klimaatveranderingen bestaat uit het minder kinderen op de wereld zetten. Hij vond dat een onderbelicht onderwerp in de discussie. Daarbij vond hij tegenstanders bij zowel de pers (NRC Handelsblad en De Groene) als Extinction Rebellion; het leverde een aanvaring op met Hannah Prins.
In het seizoen 2024/2025 trok Hulst met Willem Voogd en theaterregisseur (en broer) Jan Hulst door het land met De Proefkeuken Theatershow, dat ook Koninklijk Theater Carré aandoet.
Pieter Hulst stond bij de Tweede Kamerverkiezingen 2023 op nummer 18 voor LEF – Voor de Nieuwe Generatie.

## Persoonlijk
Hulst is zoon van acteur/toneelregisseur Kees Hulst en actrice Liesbeth Coops.
Anno 2024 woonde hij in Amsterdam-Noord samen met programmamaker Nienke de la Rive Box en hun dochter.